# Council of Indigenous Peoples
Il Council of Indigenous Peoples o Consiglio dei Popoli Indigeni (cinese: 原住民族委員會; pinyin: yuánzhùmínzú wěiyuánhuì) (a volte chiamato Council of Aboriginal Affairs o Consiglio degli Affari Aborigeni) è un organo di livello ministeriale dello Yuan Esecutivo di Taiwan. Fu fondato nel 1996 per fornire un punto centrale di supervisione del governo agli affari indigeni, nonché come interfaccia centrale per consentire alla stessa comunità indigena di Taiwan di interagire con il governo:
Tra le sue più evidenti responsabilità, il Consiglio ha il potere di concedere lo status di popoli riconosciuti alle varie tribù indigene di Taiwan. Le tribù devono fare istanza con una petizione e varie prove della loro legittimazione. Attualmente è presieduto da Icyang Parod del Amis.